# Choi Yong-kun
Choi Yong-kun (최용건?, 崔庸健?, Choe YonggeonLR, Ch'oe YonggŏnMR; Taechon-gun, 21 giugno 1900 – Pyongyang, 19 settembre 1976) è stato un generale e politico nordcoreano, comandante supremo dell'Armata del popolo coreano dal 1948 al 1950, ministro della difesa della Corea del Nord dal 1948 al 1957 e Presidente del Presidium dell'Assemblea popolare suprema dal 1957 al 1972.

## Biografia
Choi nacque nella Contea di Taechon (태천군, 泰川郡), nel P'yŏngan Settentrionale in Corea nel 1900. Venne educato in seguito in due differenti accademie militari.
Choe ebbe come suo primo impiego militare fu quello della lotta contro la Spedizione del Nord nel 1927. In seguito prese parte anche alle rivolte comuniste nel Canton nel dicembre dello stesso anno.
Nel settembre 1931 guidò un'unità guerrigliera contro i giapponesi, dopo che avevano occupato la Manciuria nel settembre 1931.
Nel 1946, divenne presidente del Partito Democratico Coreano (KDP) e guidò la sua organizzazione verso una via pro-comunista. Ciò nonostante era allo stesso tempo segretamente un membro del partito dominante, il Partito del Lavoro di Corea e aveva il compito di impedire al KDP di divenire una forza politica indipendente. In seguito, ebbe diverse promozioni nell'esercito e nel febbraio 1948, venne nominato comandante supremo dell'Armata del popolo coreano. Era di fatto il comandante più alto in grado sul campo per tutte le armate nordcoreane durante la Guerra di Corea, dalla prima invasione della Corea del Sud nel giugno 1950 sino alla firma dell'Armistizio di Panmunjeom nel luglio 1953.
Nel 1953, venne promosso a Vice-maresciallo e venne nominato ministro della difesa. Nel settembre 1957, venne rimosso dalla posizione di ministro della difesa e venno nominato a Presidente del Presidium dell'Assemblea popolare suprema, una carica meramente cerimoniale. In questa carica, era il capo di stato nominale della Corea del Nord. Nel 1972 venne nominato Vicepresidente dell'Assemblea popolare suprema carica che lasciò nel 1974. Morì a Pyongyang nel 1976. In seguito alla sua morte gli venne riservato un funerale di stato.
Nelle sue memorie, un ex presidente dell'Assemblea popolare suprema che aveva defezionato, affermò che era difficile avere a che fare con Choi, ma in realtà non era così severo.
Nel 1970 vi erano diverse notizie su un deterioramento della sua salute, e dopo aver partecipato nel novembre 1970 al congresso del Partito del Lavoro di Corea e essere riuscito a mantenere il suo grado di Vice-maresciallo, lasciò la Corea del Nord per sottoporsi a trattamenti medici nella Repubblica Democratica Tedesca.